# 생검
생검(生檢, 영어: biopsy)은 생체검사(生體檢査)의 줄임말로 병을 진단하거나 치료 경과를 검사하기 위하여 예를 들면 콩팥이나 간 따위의 세포조직을 약간 잘라 내어 현미경으로 검사하는 일등을 가리킨다. 여러 가지 진단의 보조적 방법으로, 특히 악성 종양의 조기 진단에 중요한 기여를 한다. 생검은 특정 생체 조직 일부를 분리 및 확보후 절차적 병리검사를 함으로써 질병의 존재나 확산 양상을 파악하는 검사이며, 이렇게 추출된 조직은 보통 병리학자가 현미경으로 분석하거나, 화학적으로 처리하여 의사에게 그 양상을 제공한다. 이러한 생검은 암 검진이나 염증성 질환에 대한 검사를 위해 많이 활용된다. 생검은 보통 임상적으로 외과의사나 관련 의료진 또는 중재적으로 방사선사등이 시술하는 검사 절차이다.

## 종류
종양 또는 그 의증이 되는 부분 전체를 제거하는 경우를 절제 생검이라고 한다. 진단을 위한 조직 채취만을 목적으로 하는 생검은 절개 생검이라고 한다.주사기에 달린 바늘로 조직을 찔러서 내용을 빨아들여 묻어 나온 조직을 채취하여 검사하는 방법을 흡인 생검이라고 한다.

## 같이 보기
- 중재방사선학